# Victoriadagarna
Victoriadagarna, tidigare Victoriadagen, firas i Sverige i mitten av juli sedan 1979. Det sker i samband med kronprinsessan Victorias födelsedag den 14 juli. Kronprinsessan har alltid deltagit i delar av firandet på Öland denna dag.
Huvuddelen av det offentliga firandet inbegriper utdelning av Victoriapriset (tidigare Victoriastipendiet) för framgångsrika svenska sportprestationer, som instiftades 1979. Uppträdanden av kända artister och prisutdelningen brukar äga rum i kungafamiljens närvaro och tevesändas.

## Historik
Arrangemanget grundades av Kay Wieståhl, Han var en framgångsrik fotbollsspelare som efter karriären blev ekonomisk rådgivare inom idrotten. År 1978 arbetade han med alpina landslaget som på sommaren hade träningsläger på Öland. Den svenska kungafamiljen har sommarresidens på Sollidens slott och de var där när Victoria firade sin ettårsdag det året. De mötte press och allmänhet framför Sollidens slott, en tadition som sedan fortsatt.
Kay Wieståhl kom på att man kunde skapa en hyllningsdag till Victoria genom att instifta ett idrottspris på sommaren som komplement till bragdguldet, som delas ut i november eller december. Han såg också ett tillfälle att lyfta fram Öland. Även kungafamiljen uppskattade initiativet och den första Victoridagen hölls på Borgholms IP 1979 och familjen deltog första året som prisutdelare.
Förutom hyllningarna vid Sollidens slott skedde allt firande ursprungligen på Borgholms IP, men sedan 2019 är den tevesända konserten flyttad till Borgholms slottsruin. År 2022 infördes en entimmes kortege där kungafamiljen åker genom bland annat Borgholm till konserten.

## Artister och gäster
- 1996: Lasse Berghagen, Karin Glenmark, Jan Johansen, Jill Johnson, Peo Jönis & Satin Dolls
  - Lill-Babs (konferencier)
  - Rickard Sjöberg (programledare)[4]
  - Sara Wedlund (pristagare)
- 1999: Charlotte Nilsson, Linda Lampenius, Roger Pontare, Lars Åke "Babsan" Wilhelmsson, Bobbie Eakes, Peter Lundblad
  - Ingvar Oldsberg (programledare)[5]
  - Agneta Andersson och Susanne Gunnarsson (pristagare)
- 2000: Electric Banana Band, Björn J:son Lindh med flera
  - Kristin Kaspersen (programledare)[6]
  - Therese Alshammar (pristagare)
- 2001: Lena Philipsson, Martin Stenmarck, Sanna Nielsen, E-Type, Stora Stygga,
  - Pernilla Månsson Colt (programledare)[7]
- 2002: Carola Häggkvist, Robert Wells med orkester, Kikki, Bettan & Lotta, LaGaylia Frazier, Joe Labero
  - Pernilla Månsson Colt (programledare)[8]
- 2003: Per Gessle, Robyn, Lisa Nilsson, Peter Jöback, Sanna Nielsen, Stefan Odelberg, Johan Landqvist (kapellmästare)
  - Pernilla Månsson Colt (programledare)[9]
- 2004: Ronan Keating, Lionel Richie, Charlotte Nilsson, Jill Johnson, Tito Beltrán, Robert Wells, Royal Rocking Orchestra, Mikael Tornving, Johan Ulveson
  - Mark Levengood (programledare)[10]
- 2005: Helena Paparizou, Martin Stenmarck, LaGaylia Frazier, Daniel Lindström, Il Divo, Joe Labero, Andreas Nilsson
  - Mark Levengood (programledare)[11]
- 2006: Håkan Hellström, Lena Philipsson, Peter Jöback, Jörgen Mörnbäck, Pernilla Månsson Colt (programledare)[12]
- 2007: Måns Zelmerlöw, Carola Häggkvist, Sanna Nielsen, Shirley Clamp, Sonja Aldén, Calaisa, David Batra och Johan Glans (programledare), Blacknuss (husband)/Martin Jonsson (kapellmästare)[13]
- 2008: Thomas Järvheden (programledare)[14]
- 2009: Måns Zelmerlöw, Kalle Moraeus, Bengan Janson, Jill Johnson, Salem Al Fakir, Lena Philipsson, Orup, Malena Ernman[15]
- 2010: Amanda Jenssen, Martin Stenmarck, Eric Saade, Charlotte Perrelli, Lisa Nilsson, Peter Jöback, Görgen Antonsson, cellister från Lilla Akademin, Johan Landqvist (kapellmästare)
  - Martin Emtenäs (programledare)[16]
- 2011: Carola Häggkvist, Eric Saade, Jessica Andersson, Andreas Johnson, Elin Rombo, David Garrett, Johan Landqvist
  - Martin Emtenäs (programledare)[17]
- 2012: Loreen, Danny Saucedo, Agnes, Ulrik Munther, After Shave, Anders Eriksson, Rigmor Gustafsson, Bengan Janson
  - Mark Levengood (programledare)[18]
- 2013: Robin Stjernberg, Darin Zanyar, Zara Larsson, Top Cats, Louise Hoffsten, Malin Byström, Tommy Körberg, Emmelie de Forest
  - Mark Levengood (programledare)[19]
- 2014: Sanna Nielsen, Kevin Walker, Måns Zelmerlöw, Lill Lindfors, Johan Landqvist (kapellmästare), Alcazar, Panetoz, Linnea Henriksson, Daniel Lozakovitj, Kevin Walker, Joelle Moses[20]
  - Mark Levengood (programledare)
- 2015: Kristin Amparo, Sven-Bertil Taube, Mariette Hansson, Medina, Ola Salo, Carola Häggkvist, John Lundvik[21]
- 2016: Loa Falkman, Charlotte Perrelli, Frans Jeppsson Wall, Lisa Miskovsky, Jon Henrik Fjällgren, Molly Pettersson Hammar[22]
- 2017: Daniel av Sverige, Malena Ernman, Magnus Uggla, Jill Johnson, Marcus & Martinus, Boris René, Christer Lindarw[23]
- 2018: Peter Jöback, Jessica Andersson, Alexander Rybak, John Lundvik[24]
- 2019: Kaliffa, Lina Hedlund, Benjamin Ingrosso, Arja Saijonmaa, Rickard Söderberg, Isaac & The Soul Company[25]
- 2020: Linnea Henriksson, The Mamas, Petra Marklund, Anne Sofie von Otter, Sigrid Raabe, Oscar Stembridge[26]
- 2021: Benjamin Ingrosso, Sabina Ddumba, Smith & Thell, Sofia Jannok, Mando Diao, Moonica Mac[27]
- 2022: Tomas Ledin, Janice, Victor Leksell, Tove Styrke, Jonathan Johansson [28]
- 2023: Petter, Marcus och Martinus, Ane Brun, Lucianoz, Linnea Henriksson, ackompanjerade av Augustifamiljen[29]
- 2024: Lena Philipsson, Molly Hammar, Olivia Lobato, Albin Lee Meldau och Edda Magnason, ackompanjerade av Augustifamiljen
- 2025: Lisa Nilsson, Ida-Lova, Peter Jöback, Peg Parnevik och Greczula, ackompanjerade av Augustifamiljen